# Constituția Franței
Actuala Constituție a Franței a fost adoptată la data de 4 octombrie 1958, și a fost amendată de 17 ori, cel mai recent la data de 28 martie 2003. Este numită în mod tipic Constituția celei de a cincea Republici și a înlocuit constituția celei de a patra republici datând din 27 octombrie 1946. Charles de Gaulle a fost principalul instigator iar redactarea a căzut în sarcina lui Michel Debré.

## Sumar
Preambulul constituției reamintește Declarația Drepturilor Omului și ale Cetățeanului din 1789 și stabilește caracterul secular și democratic al Republicii Franceze, care își derivă suveranitatea de la popor ("guvernul poporului, din popor pentru popor" - franceză gouvernement du peuple, par le peuple et pour le peuple).
Stabilește modalitățile de alegere ale președintelui Franței, ce are un rol important din punct de vedere politic, și al Parlamentului, modul de formare a guvernului și puterile fiecăruia precum și relațiile dintre aceste instituții. Constituția asigură independența autorității judiciare și creează o Înaltă Curte de Justiție, un Consiliu Constituțional și un Consiliu Economic și Social și permite ratificarea tratatelor internaționale și a celor legate de Uniunea Europeană. 
Constituția precizează metodele de amendare a acesteia, fie printr-un referendum, fie printr-un proces parlamentar cu consimțământul președintelui. Procedura normală de amendare este următoarea: amendamentul trebuie să fie adoptat în termeni identici de cele două camere ale parlamentului iar apoi ori trebuie adoptat printr-un referendum cu o majoritate simplă, ori cu 3/5 din voturile totale dintr-o sesiune reunită a celor două camere.

## Foste constituții
Franța a avut numeroase foste constituții: 
- Vechiul Regim era o monarhie absolutistă și nu avea o constituție, fiind bazat în principal pe cutumă.

- Perioada Revoluției franceze a avut numeroase constituții: 
  - o constituție ce stabilea o monarhie contituțională liberală a fost adoptată la data de 6 octombrie 1789 și a fost acceptată de rege la data de 14 iulie 1790;
  - Constituția din 1791 a stabilit o monarhie limitată și o Adunare Legislativă;
  - Constituția din 24 iunie 1793 (franceză Acte constitutionnel du 24 juin 1793), a fost ratificată dar nu a fost niciodată aprobată datorită suspendării legalității ordinare;
  - Constituția din 22 august 1795 sau Constituția anului III, a stabilit Directoratul;
  - Constituția anului VIII (din 24 decembrie 1799), a stabilit Consulatul;
  - Constituția anului X (din 1802), a restabilit Consulatul cu Napoleon Bonaparte consul pe viață;
  - Constituția anului XII (din 1804), a stabilit Primul Imperiu Francez;
- După restaurarea monarhiei
  - Carta din 1814, adoptată în 4 iunie 1814 restabliea monarhia;
  - Actul adițional din 1815 în perioada celor 100 de zile, în perioada revenirii lui Napoleon
  - Carta din 1830, adoptată în 14 august 1830 ("Monarhia din iulie");
- Secolul XIX
  - Constituția din 1848 a celei de a doua Republici Franceze, 4 noiembrie 1848;
  - Constituția din 1852 a celui de Al doilea Imperiu Francez, 14 ianuarie 1852;
  - Legile constituționale din 1875 ale celei de a treia Republici Franceze, 24 și 25 februarie și 16 iulie 1875
- Secolul XX
  - Legea Constituțională Franceză din 1940, ce stabilea Regimul de la Vichy, 10 iulie 1940;
  - Legea Constituțională din 2 noiembrie 1945 – ce stabilea guvernul provizoriu de după al doilea război mondial;
  - Constituția Franceză din 1946 a celei de a patra Republici Franceze, 27 octombrie 1946